# Юдаев, Александр Иванович
Александр Иванович Юдаев (род. 25 мая 1930) — российский инженер-технолог, нефтехимик, генеральный директор (1975—1977) ОАО «Газпром нефтехим Салават».

## Биография
Юдаев Александр Иванович родился 25 мая 1930 года в селе Рамено Куйбышевская область. Учился в г. Сызрань, в Сызранском нефтяном техникуме (1950), в Иркутском политехническом институте (1963). Получил специальность — инженер-технолог. На Ангарском нефтехимическом комбинате принимал участие в строительстве и пуске первой установки по производству гептила (окислителя ракетного топлива).
В Салавате работал с 1964 года — на Салаватском нефтехимическом комбинате (ОАО «Салаватнефтеоргсинтез») начальником цеха, главным технологом производства, с 1965 года — главным инженером, с 1966 года — директором химического завода, с 1969 года — главным технологом комбината.
С 1975 года по 1977 год Юдаев А. И. — генеральный директор Салаватского ордена Ленина нефтехимического комбината имени 50-летия СССР. В 1977—1986 гг. — начальник ПО «Башнефтехимзаводы» в г. Уфе.
При участии Юдаева А. И. на комбинате были введены в эксплуатацию производства полистирола, этилена-пропилена, окиси этилена. Под его руководством на УНПЗ (Уфимский нефтеперерабатывающий завод) организована переработка Карачаганакского газового конденсата.
В период работы Александра Ивановича генеральным директором на комбинате год наращивалось производство карбамида — введен в эксплуатацию цех № 50, введены в строй действующих установка гидроочистки оренбургского конденсата, производства фталевого ангидрида, пластификаторов ДОФ. С 1986г генеральный директор Волгоградского нефтеперерабатйвающего завода. С 1991-1997г генеральный директор совместного предприятия «ВОЛГООЙЛ», которым была проведена реконструкция сооружений по очистке сточных вод и реконструкцию установки по переработке нефти, мощность которой была увеличена более чем в два раза и достигнут отбор светлых нефтепродуктов более 90 %. Избирался депутатом Верховного Совета РСФСР 10 и 11 созывов.
В настоящее время находится на пенсии.

## Награды
Почетный нефтехимик СССР (1979), отличник химической промышленности СССР (1980) отличник нефтеперерабатывающей и нефтехимической промышленности(1967). Награждён двумя орденами Трудового Красного Знамени (1974, 1986), Дружбы народов (1980), медалями «За трудовую доблесть», «В ознаменование 100-летия со дня рождения В. И. Ленина» (1970 год), «Ветеран труда» (1984).